# Bauhinia japonica
Bauhinia japonica là một loài thực vật có hoa trong họ Đậu. Loài này được Maxim. miêu tả khoa học đầu tiên.